# Епархия Буксара
Епархия Буксара (лат. Dioecesis Buxarensis) — епархия Римско-Католической церкви c центром в городе Буксар, Индия. Епархия Буксара входит в митрополию Патны. Кафедральным собором епархии Буксара является церковь Пресвятой Девы Марии.

## История
12 декабря 2005 года Римский папа Бенедикт XVI выпустил буллу Totius Ecclesiae curam, которой учредил епархию Буксара, выделив её из архиепархии Патны.

## Ординарии епархии
- епископ William D’Souza (12.12.2005 — 1.10.2007) — назначен архиепископом Патны;
- епископ Себастьян Каллупура (7.04.2009 — по настоящее время).

## Источник
- Annuario Pontificio, Ватикан, 2007
- Булла Totius Ecclesiae curam, AAS 98 (2006), стр. 105  (лат.)